# Guilherme Milhomem Gusmão
Guilherme Milhomem Gusmão ou simplesmente Guilherme (Bacabal, 22 de outubro de 1988), é um ex-futebolista brasileiro que atuava como meio-campista.

## Carreira

### Cruzeiro
Vindo do Maranhão e integrante das categorias de base do clube desde 1999, Guilherme era tido como uma das maiores jóias da Toca da Raposa I. Se destacou no time do Cruzeiro na Copa São Paulo de Futebol Júnior de 2007, na qual o clube mineiro sagrou-se campeão, vencendo o São Paulo na final e tendo Guilherme como artilheiro da competição com 7 gols. No mesmo ano, Guilherme foi promovido ao time principal pelo técnico Paulo Autuori. Válido pela décima primeira rodada do campeonato mineiro de 2007, Guilherme estreou com gol na vitória do Cruzeiro sobre a Caldense por 3x0. Durante o passar do ano, cavou sua vaga na equipe e com apenas 18 anos já era tido como jogador importante do setor ofensivo do clube.
Começou o ano de 2008 como titular absoluto e um dos destaques da equipe. Formou dupla de ataque com Marcelo Moreno, onde fizeram sucesso no primeiro semestre pela Libertadores e Campeonato Mineiro, tendo como ponto alto a vitória por 5x0 contra o rival Atlético-MG no primeiro jogo da final do campeonato mineiro de 2008. No Campeonato Brasileiro, se notabilizou como artilheiro celeste na competição com 18 gols, ajudando o Cruzeiro a alcançar o 3° lugar ao final do campeonato.

### Dínamo de Kiev
Em fevereiro de 2009, o camisa 11 cruzeirense foi negociado com o Dínamo de Kiev por €5 milhões mais a vinda do atacante Kléber Gladiador para a Toca da Raposa. Especulava-se que o atacante poderia desembarcar na equipe do Zaragoza, porém as tratativas não avançaram entre as diretorias do clubes. Guilherme estreou pelo Dynamo em 19 de abril de 2009 entrando no segundo tempo, perdendo por 2 a 1 para Kryvbas Kryvyi Rih. Ele marcou um hat-trick em seu primeiro jogo como titular na Premier League da Ucrânia, em 16 de maio de 2009 contra Karpaty Lviv, no Ukraina Stadium. Apesar do bom início, não se firmou no time ucraniano por estar jogando em posição deslocada e acabou sendo emprestado ao CSKA Moscou por US$1 milhão.

### Empréstimo ao CSKA Moscou
Chegou à Rússia em 29 de agosto de 2009, o atacante chegou com aval do técnico Zico para substituir a perda de Vágner Love e teve boa passagem por Moscou, somando 8 gols em 19 partidas na temporada. Ele voltou ao Dynamo Kyiv quando seu empréstimo expirou no verão de 2010 e o CSKA se recusou a pagar a taxa de transferência para comprá-lo do Dynamo.

### Atlético Mineiro
No dia 20 de março de 2011, foi confirmada a sua contratação pelo Atlético Mineiro, pelo presidente Alexandre Kalil, via Twitter. O Atlético pagou €6 milhões por 60% dos direitos econômicos do jogador, se tornando a contratação mais cara da história do futebol mineiro. Guilherme, que começou sua história no Atlético com atuações abaixo da expectativa, permaneceu no clube para a temporada de 2012. O jogador veio ao Atlético com o intuito de substituir o ídolo da torcida atleticana Diego Tardelli.

#### 2012
No início da temporada de 2012, o jogador conseguiu reverter a má impressão através de boas atuações no Campeonato Mineiro, principalmente nas finais contra o América ajudando o Atlético à conquista do campeonato regional, de forma invicta. Em sua estreia no Brasileirão contra o Figueirense, Guilherme voltou a ser decisivo ao sair do banco de reservas e fazer o último gol da virada heroica de 4x3 contra o Figueirense em Florianópolis. Com a dispensa por indisciplina do jogador Danilinho, Guilherme assumiu a titularidade do time no 2º turno do Campeonato Brasileiro, com atuações apenas regulares, que coincidiram com a queda de rendimento do time.
Em 2020, o atacante Danilinho acusou o técnico Cuca de cobrar dinheiro de Guilherme e do atacante Neto Berola para escalá-los em 2012.

#### 2013
Com poucas chances no time titular, Guilherme conseguiu ser decisivo ao entrar no segundo tempo da partida contra o Newell's Old Boys, válida pela semifinal da Copa Libertadores de 2013, marcando o segundo gol da partida aos 50 minutos do 2º tempo o que levou o Atlético às disputas de pênaltis. Nas penalidades o Galo avançou pela primeira vez a final da Libertadores, se sagrando campeão da competição em 2013.

#### 2014
No primeiro semestre novamente teve poucas chances como titular, porém do segundo semestre após a saída de Ronaldinho Gaúcho assumiu a o posto de armador  da equipe e mais uma vez foi decisivo fazendo dois gols na histórica virada por 4x1 diante do Corinthians  levando o Atlético às semifinais da Copa do Brasil. No dia 21 de outubro, no empate por 1 a 1 diante o Bahia, quando o atacante vivia seu melhor momento no ano, foi substituído com apenas 13 minutos de jogo, ao sentir dores no músculo anterior da coxa direita. Com a lesão constatada, o jogador ficou fora do restante da temporada.

#### 2015
Logo no primeiro treino do ano, Guilherme se queixou de incômodo no músculo anterior da coxa direita, mesmo lugar da lesão que o havia afastado da reta final da última temporada. Porém, mesmo sem ter entrado em campo na temporada vigente, no dia 23 de março, Guilherme e a diretoria do galo chegaram a um acordo, e o jogador estendeu seu vínculo com o clube, que se encerraria dali a dois dias, até o final da temporada. Desde outubro sem pisar nos gramados, por causa de lesões musculares, Guilherme retornou em alto estilo no dia 9 de abril. O atacante entrou no segundo tempo, e marcou o segundo gol da vitória por 2 a 0 do Atlético sobre o Santa Fé, no Independência, em partida válida pela Libertadores.

##### Quase ida ao Cruz Azul
Na metade de 2015, Guilherme quase  tornou-se jogador do Cruz Azul do México. Em 30 de junho de 2015 foi anunciada a contratação do jogador pelo clube mexicano que assumiu o pagamento da multa rescisória de Guilherme, no valor de US$ 750 mil, cerca de R$ 2,32 milhões, porém o jogador e o clube não chegaram a um acordo financeiro e o negócio não se concretizou.

### Antalyaspor
Em agosto de 2015, após rescindir com o Galo, acertou com o Antalyaspor, onde fez dupla de ataque com o renomado atacante Samuel Eto'o. Porém, permaneceu no clube turco apenas por cerca de 4 meses.

### Corinthians
O meia-atacante assinou com o Corinthians em 19 de janeiro de 2016 por €1.3 milhões em pagamento parcelado, o contrato é válido até dezembro de 2019. No Corinthians, herdou a camisa 10 que já pertenceu a tantos outros ídolos do passado.
Em 18 de janeiro de 2017, em seu primeiro jogo no ano, levou o clube a final do torneio da Florida Cup de 2017, após a goleada de 4-1 sobre o Vasco da Gama na semi-final. No dia 21 de janeiro jogou a final contra o arquirival São Paulo. O Corinthians perdeu por 4-3 nas penalidades máximas, após o empate de 0-0 no tempo real, perdendo o título do torneio e levando a vice-liderança. Em 01 de fevereiro, o Corinthians realizou um amistoso preparatório contra a Ferroviária para o Campeonato Paulista, Guilherme jogou o primeiro tempo e foi substituído no segundo tempo pelo meia Marquinhos Gabriel, para realizações de testes do técnico Fábio Carille. O Corinthians venceu o jogo com gol de Marquinhos Gabriel, aos 49 minutos do segundo tempo.

## Títulos
Cruzeiro
- Campeonato Mineiro: 2008[8]

Dínamo de Kiev
- Supercopa da Ucrânia: 2009
- Campeonato Ucraniano: 2008–09

Atlético Mineiro
- Campeonato Mineiro: 2012, 2013 e 2015
- Copa Libertadores da América: 2013[9]
- Copa do Brasil: 2014
- Recopa Sul-Americana: 2014

Corinthians
- Campeonato Paulista: 2017

Atlético Paranaense
- Campeonato Paranaense: 2018
- Copa Sul-Americana: 2018

Bahia
- Campeonato Baiano: 2019

## Prêmios individuais
| Ano  | Premiação                    | Prêmio                   | Time     | Resultado | Ref.   |
| ---- | ---------------------------- | ------------------------ | -------- | --------- | ------ |
| 2007 | Prêmio Craque do Brasileirão | Melhor primeiro atacante | Cruzeiro | Indicado  | [ 10 ] |